# 長筒鐵甲蟲
長筒鐵甲蟲（学名：Lasiochila bicolor）为金花蟲科長筒鐵甲蟲下的一个种。
种名 bicolor 意为“二色的”。